# Castigo

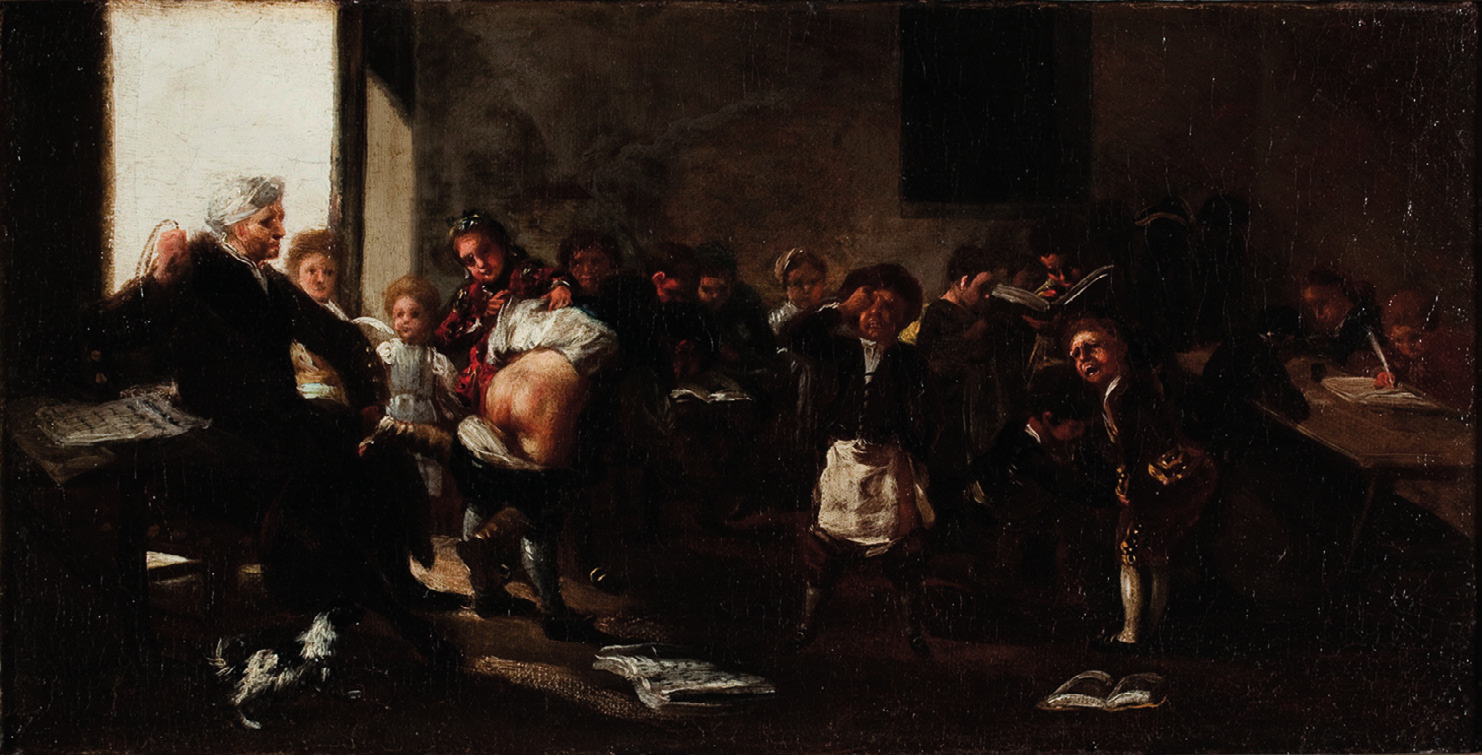
La letra con sangre entra, de Francisco de Goya (Década de 1780). La obra muestra una escena en una escuela en la que el maestro está en actitud de azotar a un alumno, que se descubre las nalgas para recibir el castigo. Junto a él hay otros alumnos llorando después de haber recibido la misma lección.

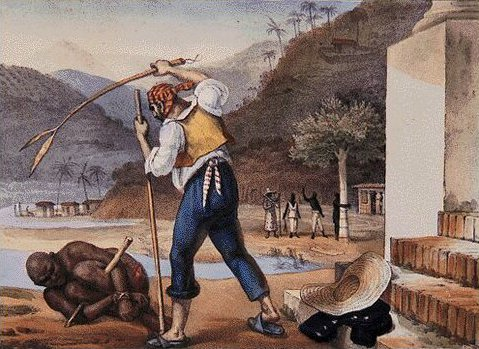
Esclavo siendo castigado con un látigo; Brasil, principios del

El castigo es una sanción o pena impuesta a una comunidad o individuo que causa molestias o padecimientos, motivo por lo que se ejecuta una acción, que puede ser física o verbal, directa o indirecta, contra quien ha cometido una falta o delito. 
El castigo se aplica según se incumplan las normas o conductas morales establecidas (desde un nivel de la sociedad en general, hasta el ámbito intrafamiliar, incluyendo el "auto-castigo").
Según el rango de severidad, existen castigos que pueden causar dolor físico o moral a una persona, e incluso llegar a la mortificación al corregir duramente, o todo lo contrario.

## Tipos de castigo
- Castigos socioeconómicos:

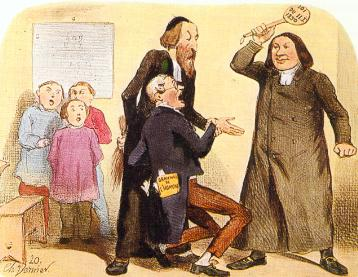
Litografía francesa de Charles Vernier (1920), ilustrando el antiguo castigo de la "palmeta" en la educación.

- Multas o pérdidas en los ingresos.
- Confiscación.
- Degradación, suspensión o expulsión (especialmente dentro de una jerarquía estricta, como la militar o religiosa).
- Restricción o anulación de los derechos civiles o de otro tipo, hasta el extremo de la muerte civil.

- Castigos físicos:

- Castigos corporales. Aunque las palabras físico y corporal derivan del latín es conveniente ver el léxico griego al respecto. La expresión castigos corporales se usa normalmente de forma específica para referirse solo a varias formas de palizas, habitualmente en forma de flagelación con varios objetos, o de mutilaciones o castraciones. La legalidad de estas variedades varía entre los países. Además, se hace extensivo a los siguientes castigos:

- La pena capital es la forma más extrema de castigo, en tanto anula todas las funciones del cuerpo (es usada por un número importante de países, incluso en algunos donde, por ejemplo, las palizas son calificadas inhumanas)
- Variadas posiciones incómodas, tales como ser recluido en espacios reducidos o ser colgado o atado en posiciones antinaturales de forma que los músculos se vean sometidos a fuerzas insoportables, lo que provoca dolor, como por ejemplo "mintiendo con el inglés" impuesto a los muchachos presos en Bóer en Bermuda (1899 - 1902) en un cruel experimento para la "reeducación" inglesa: "se les hacía recostarse boca arriba en una manta del ejército y se les cubría con otra, sus pies después eran atados con cuerdas a unas estacas clavadas en la tierra, mientras sus brazos eran estirados por encima de sus cabezas, con sus manos también atadas a una estaca. En esta incómoda posición tenían que pasar la noche. A la mañana siguiente se les ataba a un barril mientras recibían en la espalda desnuda el número de azotes designados. Luego alguien sostenía sus tobillos, mientras se le ataban las manos detrás de la cabeza y las presionaban hacia abajo" por comportamientos rebeldes, tales como hablar y cantar en su lengua nativa.
- Sentencias de custodia, las cuales incluyen la pena privativa de la libertad (arresto y prisión), la detención forzada (como por ejemplo la detención involuntaria en un centro psiquiátrico) y los trabajos forzados, estos ejemplos son castigos físicos, incluso aunque no hay golpes o azotes intermitentes. Nótese que los psicólogos del comportamiento no consideran a la prisión como un castigo, debido a que la mayoría de los criminales reinciden. Por lo que su comportamiento no ha cambiado, y si no cambia entonces el estímulo no es considerado castigo sino solamente un estímulo aversivo.
- Las formas de privación del sueño, de comida, etc. aunque generalmente estas prácticas no son oficiales.
- Esfuerzos físicos excesivos como movimientos repetitivos o cargar objetos pesados por largos períodos.
- Exilio.
- La castración clínica se está estudiando en algunos países como castigo para ataques sexuales, sin embargo puede llevar a cargos de eugenesia, debido a que el individuo queda infértil.

- La humillación pública a menudo combina elementos sociales con castigo corporal, y de hecho usualmente se utilizan castigos de varias categorías (especialmente cuando se supone que deben reforzarse unas a otras).

- Picota
- Emplumar
- Taburete de sumersión
- Cepo de tortura

### Para niños y adolescentes
Algunos de los castigos comunes impuestos por los padres, tutores o maestros o abuelos (aunque las costumbres varían de un lugar a otro así como de época en época):
- Privación:
  - Restringir de manera temporal de algunos privilegios, tales como uso el del teléfono, mirar la televisión o el uso del ordenador y sus variantes lúdicas
  - Confiscar (generalmente de manera temporal) un juguete o un artículo personal, o la separación de una mascota.
  - Revocar ciertos convenios como el postre, la comida favorita o incluso la cena. (Pero al quedar castigado sin comida o sin cenar, puede afectar la salud digestiva).
  - Cortar la cantidad de dinero que se le da al niño.
- Confinamiento:
  - Aplicar detención, es decir que el faltista no salga al receso o recreo según sea el caso. A menudo combinado con diferentes tareas como el estudio, tareas extras, etc.
  - Recluir ya sea general o simplemente negar el permiso para hacer una actividad divertida o para ver a un amigo.
  - Llevar a cabo tiempos fuera, ya sea cierto período en una esquina o en un lugar oscuro.
- Imposición:
  - Escribir planas o un ensayo con un tema acorde a la falta.
  - Asignar deberes extra en la casa.
  - Asignar el doble de tareas o tareas especiales relacionadas con la falta.

Cabe destacar que también durante muchos años se ha usado el método de los castigos corporales o físicos (azotes, zurras), sin embargo en la actualidad los mismos están prohibidos por las leyes de la mayoría de los países.

### Castigo colectivo
Castigo colectivo es el castigo aplicado a un grupo de personas como resultado del comportamiento de uno o más individuos o grupos. El grupo de sancionados, a menudo, no tiene relación directa con los otros individuos o grupos, o control directo sobre sus acciones. En tiempos de guerra y conflicto armado, el castigo colectivo se ha traducido en atrocidades, y es una violación de las leyes de la guerra y de la Convención de Ginebra. Históricamente, las potencias ocupantes, han utilizado el castigo colectivo como una forma de tomar represalias.

### Otros castigos
- Penitencia
- Castigos psicológicos

## Posibles razones para el uso del castigo

### Disuasión
La disuasión se refiere a intentar convencer a alguien para que no haga alguna fechoría en un futuro, haciendo el castigo lo suficientemente severo como para que el beneficio obtenido por la falta sea compensado.
La disuasión es una razón que es muy comúnmente utilizada como fundamento de que una persona debe ser castigada. Sin embargo se dice que utilizar el castigo como impedimento tiene el defecto de la naturaleza humana, ya que esta tiende a ignorar la posibilidad de un castigo hasta que el individuo es capturado, y de hecho puede ser más atrayente la "fruta prohibida", o incluso el castigo puede glorificar al castigado (por ejemplo admirar a un individuo por "aceptarlo como un hombre").

### Restauración
Para los delitos menores, el castigo puede ser simplemente reparando los daños ocasionados.
En casos más serios el castigo pueden ser multas y pagos de compensación que pueden ser considerados como restauración.

### Recompensa
La recompensa se refiere a conseguir algo a cambio de la falta realizada. El sufrimiento del perpetrador es visto como algo bueno incluso aunque no conlleve beneficios a la víctima. Una razón para que las sociedades incluyan este elemento judicial es evitar que el individuo "se tome la justicia por su mano". Una forma específica de ilustrar este concepto del castigo, es la denominada "justicia poética", que dice que el castigo deberá reflejar la naturaleza o los medios del crimen en el tipo de castigo, una variación del "ojo por ojo y diente por diente". Ejemplos extremos de ello incluyen la amputación de las manos de un ladrón, muy habitual durante la Edad Media y permitida actualmente por la ley Sharia, o del pie o de la pierna de un eskolano que hubiese intentado escapar. Un ejemplo menos violento y aun usado es poner jabón en la boca de los niños por utilizar lenguaje inapropiado.